# Ashta
Ashta è una suddivisione dell'India, classificata come municipality, di 39.773 abitanti, situata nel distretto di Sehore, nello stato federato del Madhya Pradesh. In base al numero di abitanti la città rientra nella classe III (da 20.000 a 49.999 persone).

## Geografia fisica
La città è situata a 23° 01' 22 N e 76° 43' 40 E.

## Società

### Evoluzione demografica
Al censimento del 2001 la popolazione di Ashta assommava a 39.773 persone, delle quali 20.813 maschi e 18.960 femmine. I bambini di età inferiore o uguale ai sei anni assommavano a 6.763, dei quali 3.512 maschi e 3.251 femmine. Infine, coloro che erano in grado di saper almeno leggere e scrivere erano 25.195, dei quali 14.671 maschi e 10.524 femmine.